# Коллекция картин Солдатёнкова
Коллекция картин Солдатёнкова — собрание картин русской живописи Козьмы Терентьевича Солдатёнкова.
Свою коллекцию русской живописи и скульптур (258 картин и 17 скульптур), также как и богатейшую библиотеку (8 тыс. книг и 15 тыс. журналов) Солдатёнков завещал Румянцевскому музею. В 1925 году, когда музей был ликвидирован, коллекция была распределена между Третьяковской галереей, Русским музеем и другими музеями СССР.

## Коллекция
- Айвазовский, Иван Константинович: «Спасательная лодка. Остров Патмос» (1851 или 1854); Омский областной музей изобразительных искусств имени М. А. Врубеля
- Аммон, Владимир Фёдорович: «Аллея» (1871)
- Бакалович, Степан Владиславович: «Соседки» (1885); «В приемной у Мецената» (1885; Саратовский художественный музей имени А. Н. Радищева; в 1933 году поступила из ГМИИ имени А. С. Пушкина)
- Беляев, Василий Васильевич: «Христос-отрок» (1894)
- Богатов, Николай Алексеевич: «Отдых волов на пашне» (1874; Днепропетровский художественный музей)
- Богданов-Бельский, Николай Петрович: «Последняя воля. Умирающий крестьянин» (1893)[2]; «Будущий инок»
- Боткин, Михаил Петрович: «Монахиня» (1857); «Старик-начётчик» (1877; Государственный Русский музей)
- Бронников, Фёдор Андреевич: «У часовни»; «Старик-нищий»; «Белладжо»
- Брюллов, Карл Павлович: «Вирсавия» (1832)
- Васильев, Фёдор Александрович: «Зима»; «Оттепель. Этюд» (1870)[3]
- Верещагин, Пётр Петрович: «Аю-Даг. Крым» (1872; Ярославский художественный музей)
- Иванов, Александр Андреевич: «Приам испрашивает у Ахилла тело Гектора» (1824; ГТГ); 7 этюдов (в том числе к «Явлению Христа Марии Магдалине»); большой эскиз картины «Явление Христа народу»; «Дерево в парке Киджи» (ГТГ)
- Иванов, Сергей Васильевич: «Переселенцы» (1888)
- Каменев, Лев Львович: «Пруд»; Астраханская картинная галерея имени П. М. Догадина
- Касаткин, Николай Алексеевич: «У часовни» (1883; Омский областной музей изобразительных искусств имени М. А. Врубеля); «В коридоре окружного суда» (1897; Севастопольский художественный музей имени М. П. Крошицкого)
- Клевер, Юлий Юльевич: «Осень» (1881)
- Клодт, Михаил Константинович: «Вид на острове Валааме» (1857); Томский областной художественный музей
- Ковалевский, Павел Осипович: «В горах» (Азербайджанский национальный музей искусств)
- Конка, Себастьяно: «Эпизод из легенды о святой»; «Эпизод из легенды о св. Бригитте» (обе в ГМИИ)[4]
- Котарбинский, Вильгельм Александрович: «Серенада в Венеции» (1876)[5]
- Лагорио, Лев Феликсович: «Крымский пейзаж» (1891; Астраханская картинная галерея имени П. М. Догадина); «Остров Капри» (1857; Омский областной музей изобразительных искусств имени М. А. Врубеля)
- Левитан, Исаак Ильич: «Весна — большая вода» (1897); ГТГ
- Линдхольм, Берндт: «Пейзаж с фигурой дровосека» (1870; Севастопольский художественный музей имени М. П. Крошицкого
- Ломтев, Николай Петрович: Библейские сцены
- Маковский, Владимир Егорович: «Дьячок» (1871; Омский областной музей изобразительных искусств имени М. А. Врубеля); « В камере мирового судьи» (1880; Государственный Русский музей)
- Маковский, Константин Егорович: «Похороны ребёнка в деревне» (1872; Севастопольский художественный музей имени М. П. Крошицкого)
- Мещерский, Арсений Иванович: «Зимний вечер в Финляндии» (1866; Ставропольский краевой музей изобразительных искусств); «Сосна. Этюд» (1896?; Севастопольский художественный музей имени М. П. Крошицкого)
- Мясоедов, Григорий Григорьевич: «Молебен во время засухи» (1880); Омский областной музей изобразительных искусств имени М. А. Врубеля
- Орловский, Владимир Донатович: «Вечер. Берег моря» (1874; Севастопольский художественный музей имени М. П. Крошицкого)
- Пастернак, Леонид Осипович: « Л. Н. Толстой и Н. Н. Ге в Ясной Поляне» (1894; Литературный музей Л. Н. Толстого)
- Перов, Василий Григорьевич: «Проповедь в сельской церкви во времена крепостного права» (1861; ГТГ; в 1925 году поступила из МРМ); «Проводы покойника» (1865; ГТГ; в 1925 году поступила из МРМ)[6]; «Чаепитие в Мытищах, близ Москвы» (1862; Государственная Третьяковская галерея; в 1925 году поступила из МРМ); «Отпетый» (1873; Государственный исторический музей; поступила из Гос. музея Революции СССР[7].
- Петров, Николай Петрович: «Музыкант» (1876); Курская картинная галерея
- Поленов, Василий Дмитриевич: Этюд фигуры Христа для картины «Христос и грешница» (1888)
- Пынеев, Константин Петрович: «В далекий путь» (в дальнейшем — «По миру») (1892); Ставропольский краевой музей изобразительных искусств
- Рачков, Николай Ефимович: «Больной» (Портрет доктора Павла Лукича Пикулина на даче в Марьиной роще); Владимиро-Суздальский историко-художественный и архитектурный музей-заповедник[8]
- Раев, Василий Егорович: «Вид из Кунцева на Москву»; «Вид на Рим»; «Вид пруда, церкви и дворца в подмосковной Шереметевых Останкино при утреннем освещении» (ок. 1858)
- Реймерс, Иван Иванович: «Итальянский жанр» (Ставропольский краевой музей изобразительных искусств)
- Ржевская, Антонина Леонардовна: «Сироты»[9] (1893; Севастопольский художественный музей имени М. П. Крошицкого)
- Риццони, Александр Антонович: «Трапеза капуцинов»; «Выход кардинала из церкви»; «Синагога»; «Аукцион в Лифляндской деревне» (1862)[10]; «Монастырская трапезная» (1869; Государственный музей искусств Узбекистана)
- Ржевская, Антонина Леонардовна: «Сироты» (1893)
- Савицкий, Константин Аполлонович: «Море в Нормандии (Рыбак в беде)» (1875)
- Семирадский, Генрих Ипполитович: «Танец среди мечей» (1881; Государственная Третьяковская галерея; в 1925 году поступила из МРМ); «Оргия времён Тиберия на острове Капри» (1881; Государственная Третьяковская галерея; в 1925 году поступила из МРМ)
- Соколов, Иван Иванович: «Ночь на Ивана Купалу» (1856)
- Тропинин, Василий Андреевич: «Автопортрет на фоне окна с видом на Кремль»
- Федотов, Павел Андреевич: «Завтрак аристократа»; «Вдовушка»[11]
- Худяков, Василий Григорьевич: «Римская Кампанья»
- Шевченко Т.: офорт «Притча о работниках на винограднике»; гравюра "Купающаяся Вирсавия: «Карл Брюллов 1831»
- Шишкин, Иван Иванович: «Вид в окрестностях Москвы»
- Щедрин, Сильвестр Феодосиевич: «Терраса».
- Якоби, Валерий Иванович: «Чтение газет после завтрака» (1867; Нижегородский государственный художественный музей); «Дворик в Севилье» (1891; Омский областной музей изобразительных искусств имени М. А. Врубеля); «Семья художника» (1867; Дальневосточный художественный музей); «Шуты при дворе императрицы Анны Иоанновны» (1872; ГТГ)
- Яковлев Павел Филиппович: «Право сильного»[12] (1890; Донецкий областной художественный музей)

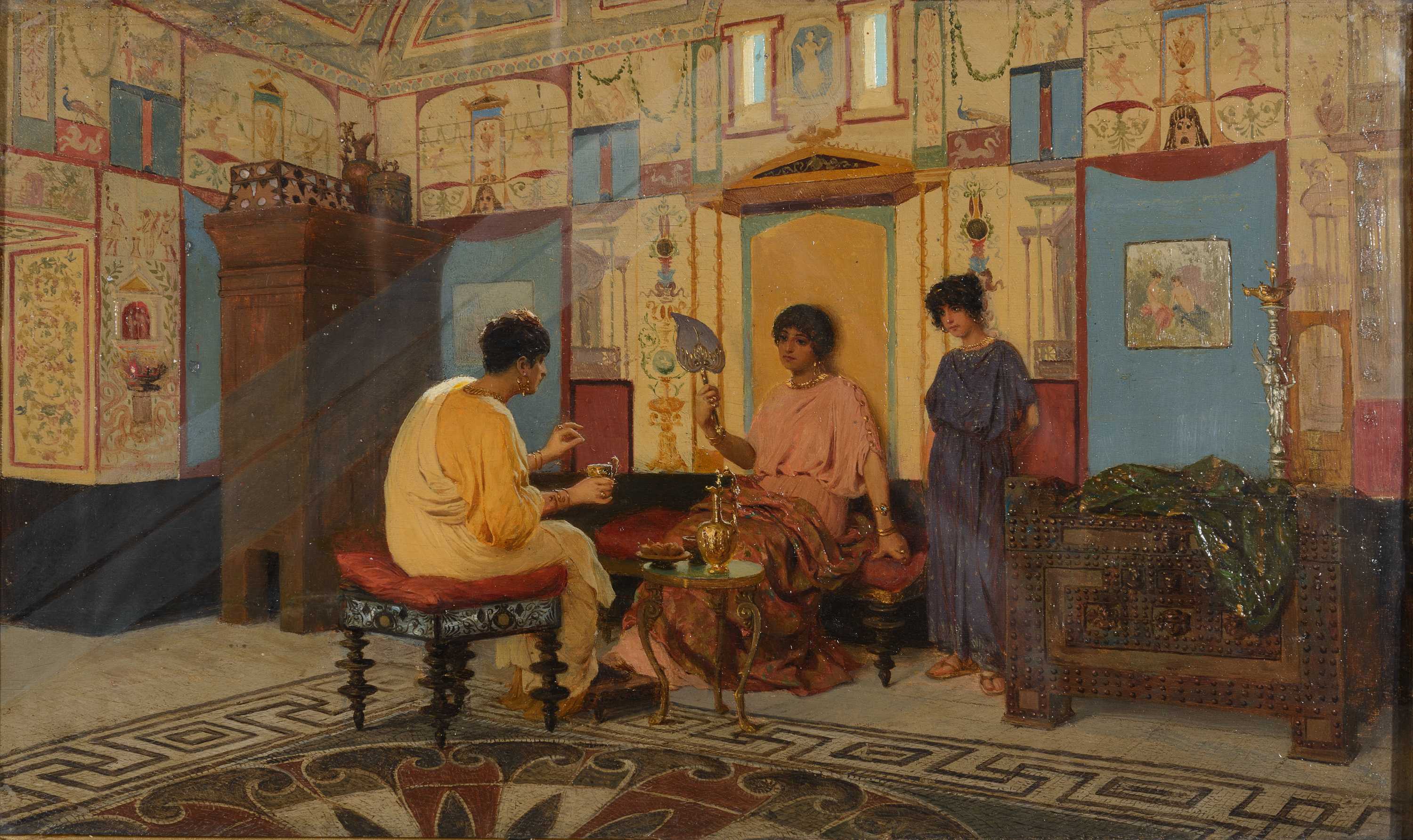
С. В. Бакалович. «Соседки. Сцена из римской жизни» (1885). Саратовский художественный музей
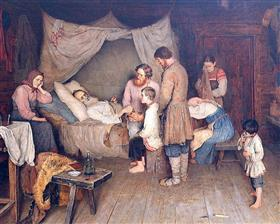
Н. П. Богданов-Бельский. «Последняя воля» (1893). Таганрогская картинная галерея
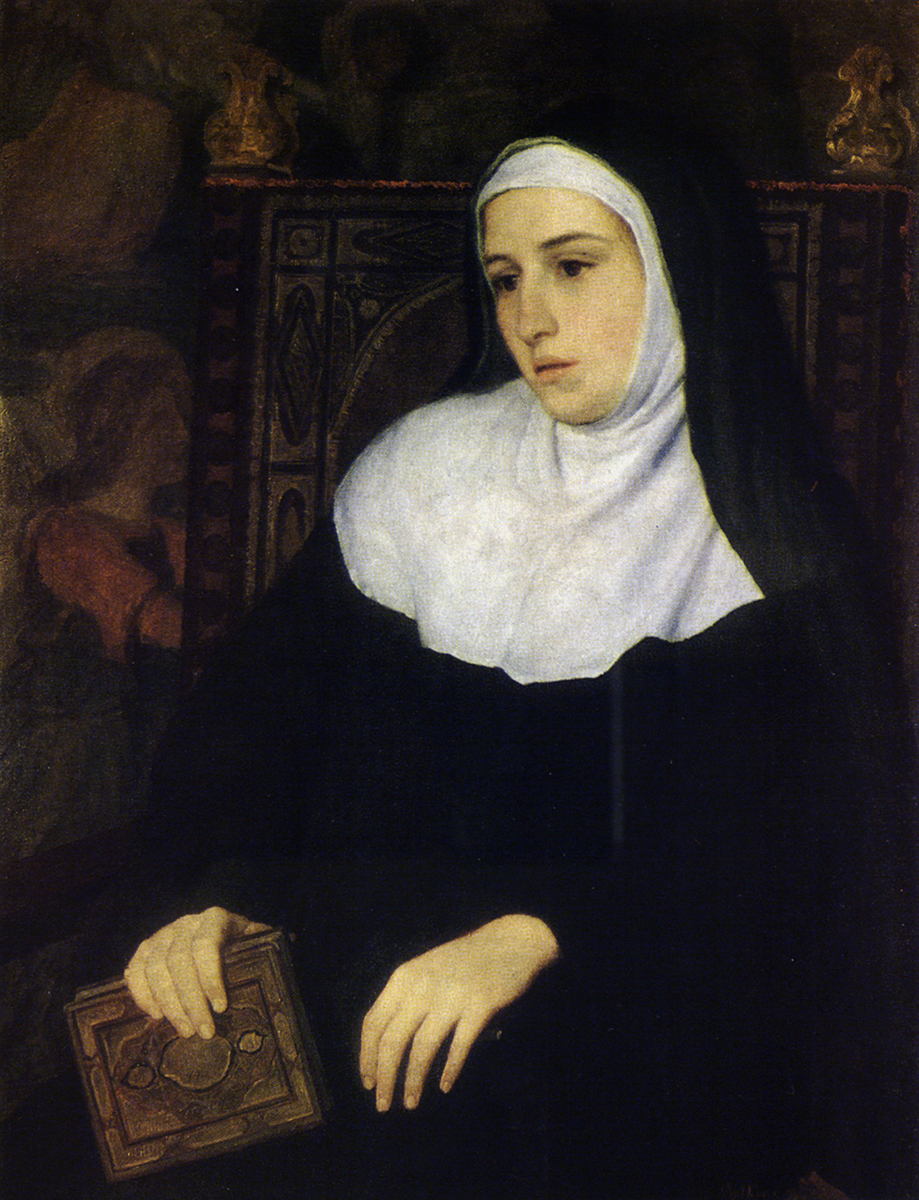
М. П. Боткин. «Монахиня» (1857). Воронежский областной художественный музей
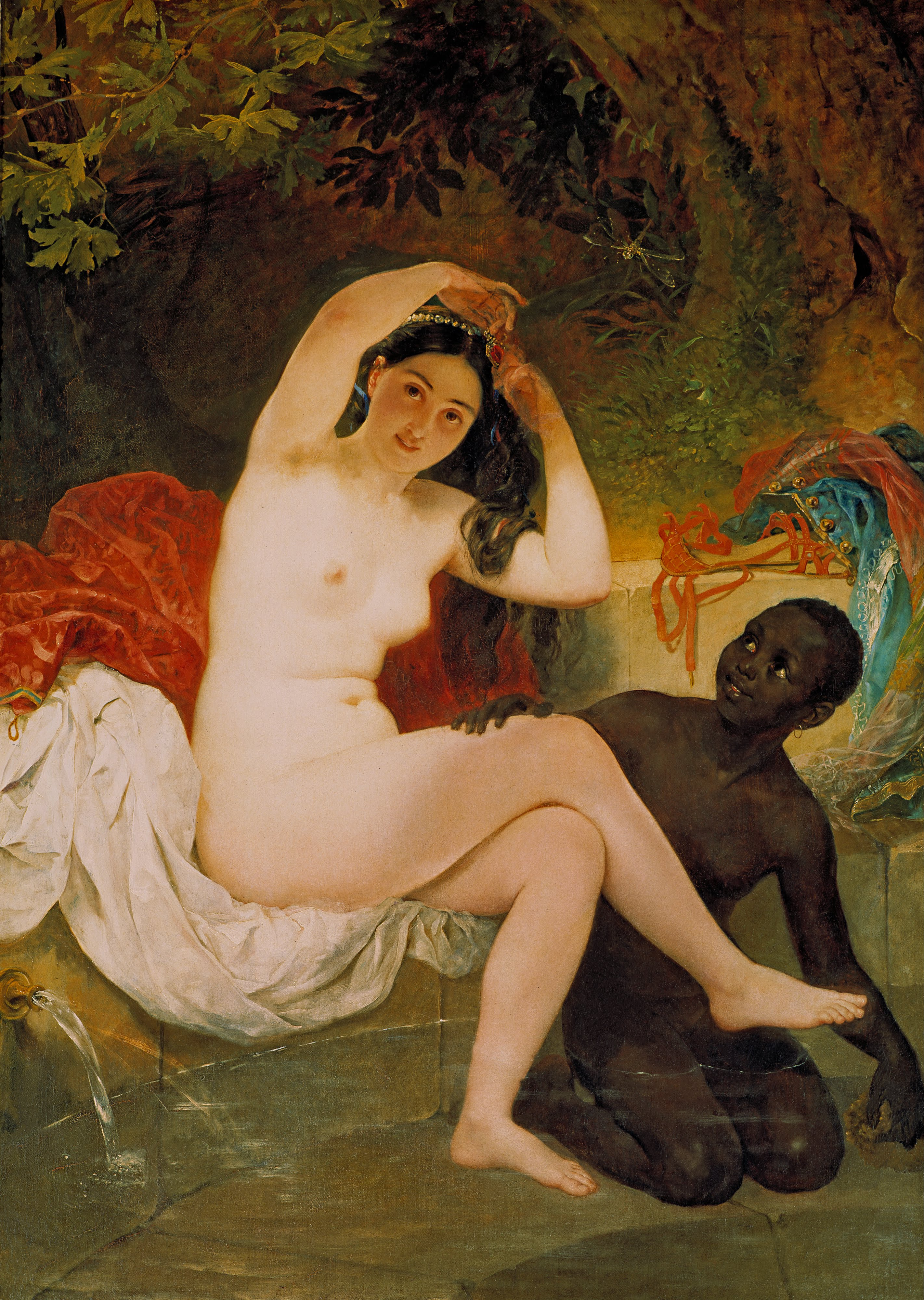
К. П. Брюллов. «Вирсавия» (1832). Государственная Третьяковская галерея
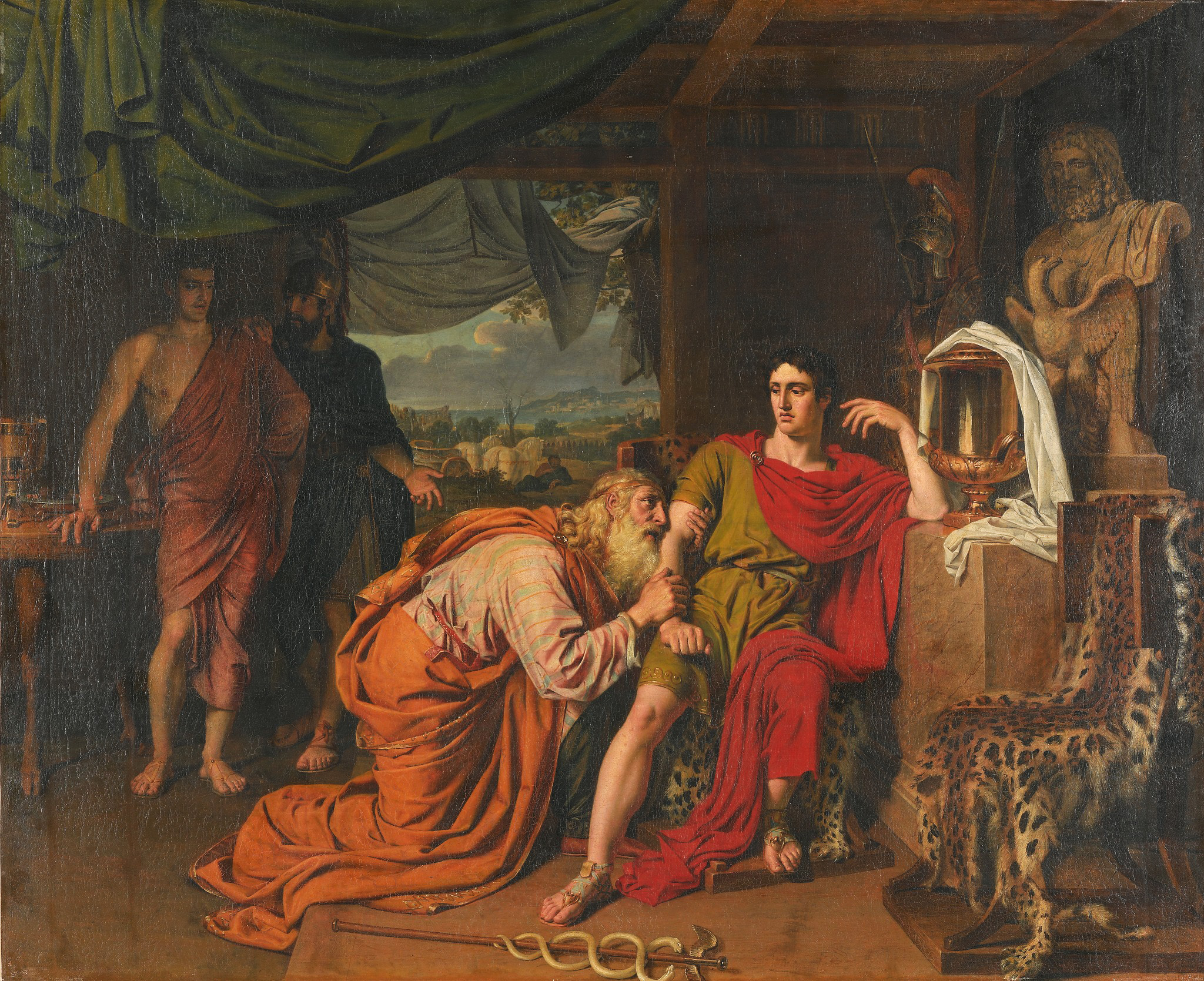
А. А. Иванов. «Приам испрашивает у Ахиллеса тело Гектора» (1824). Государственная Третьяковская галерея
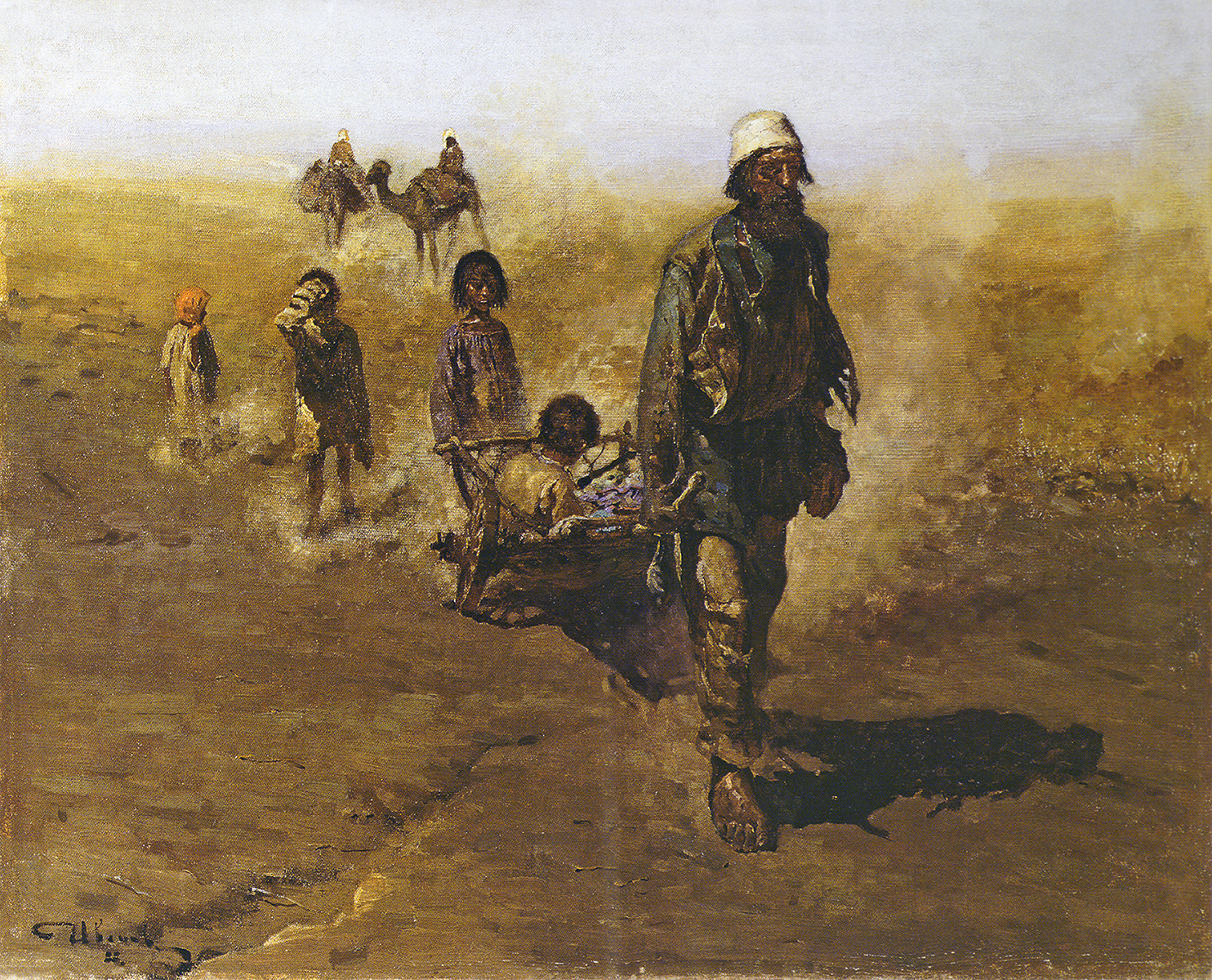
С. В. Иванов. «Переселенцы» (1888). Национальная галерея Республики Коми
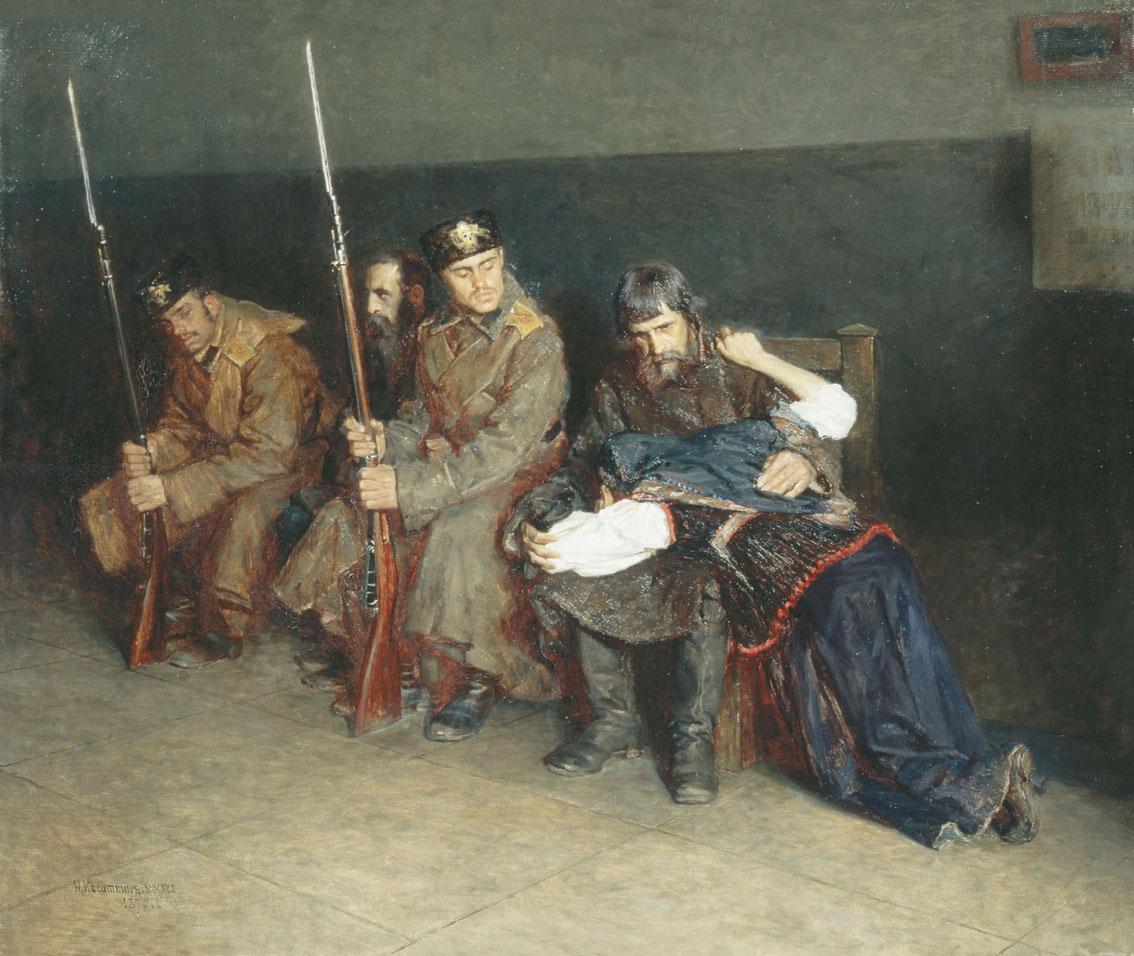
Н. А. Касаткин. «В коридоре окружного суда» (1897). Севастопольский художественный музей
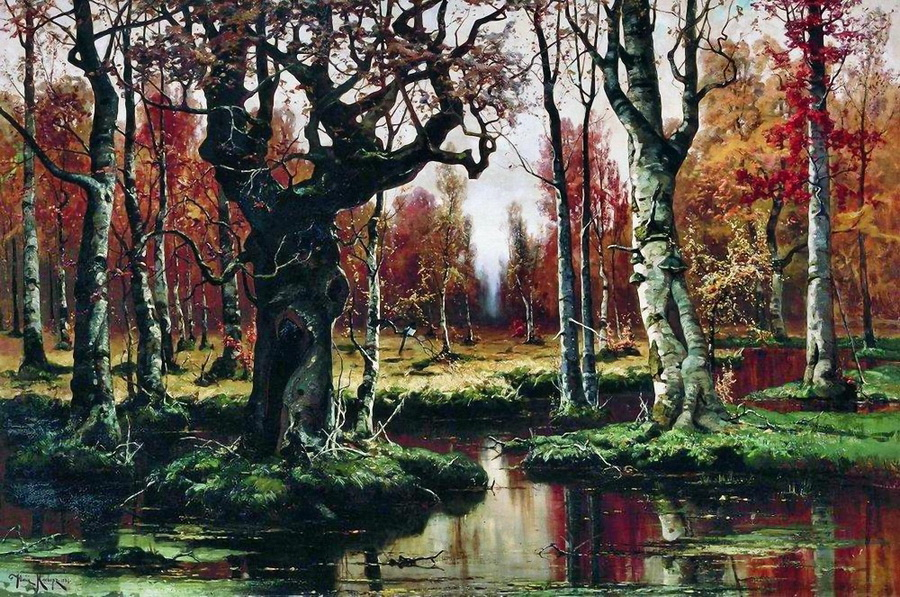
Ю. Ю. Клевер. «Осень» (1881). Национальная галерея Республики Коми
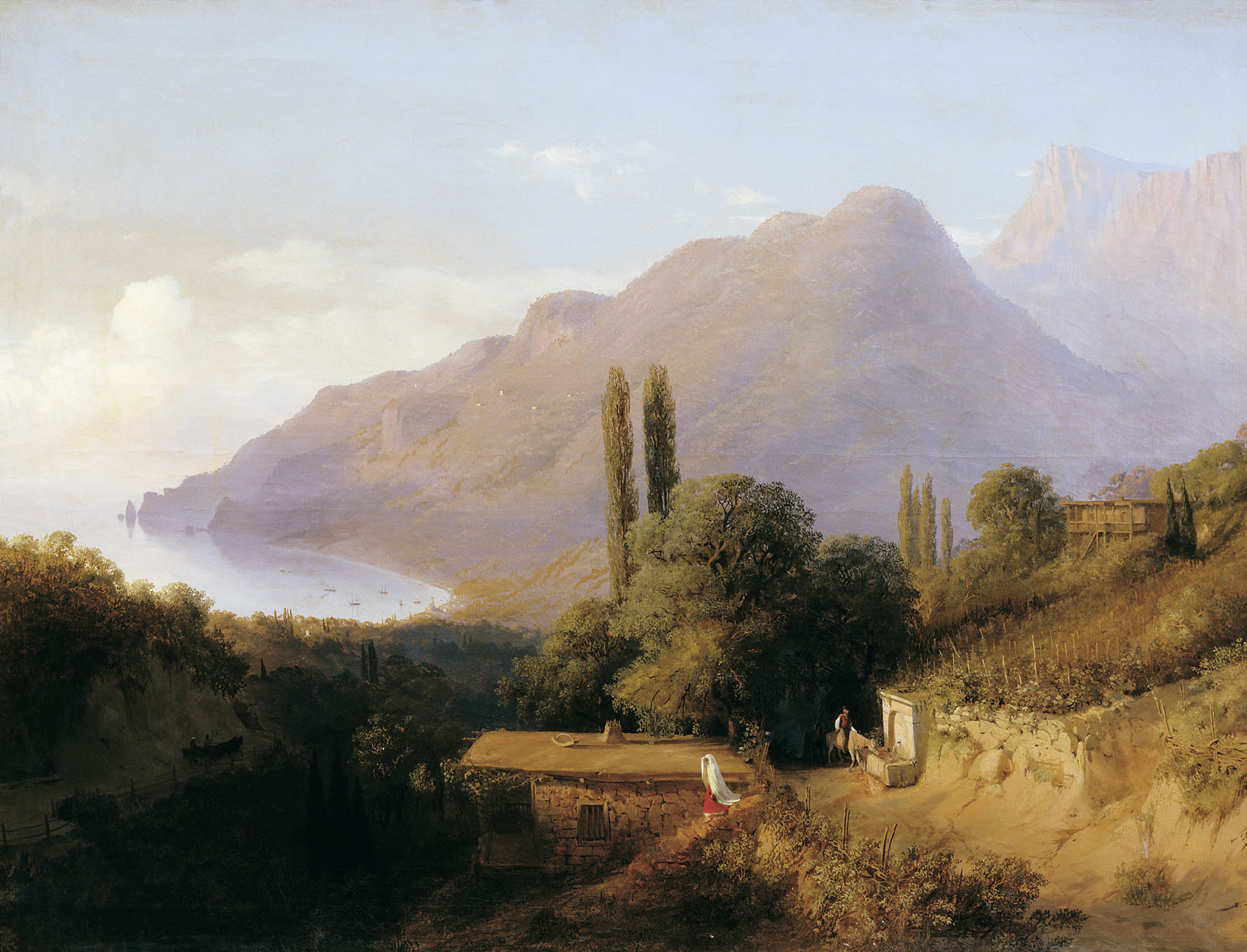
Л. Ф. Лагорио (1891). Астраханская картинная галерея
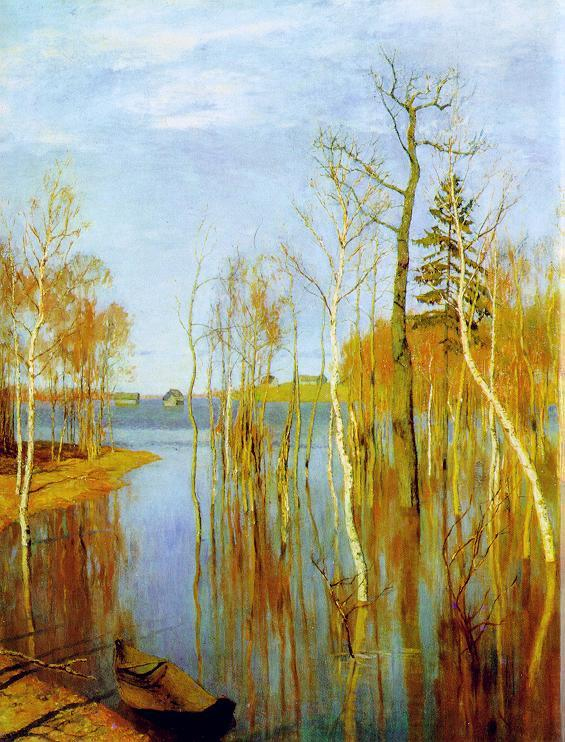
И. И. Левитан. «Весна — большая вода» (1897) Государственная Третьяковская галерея
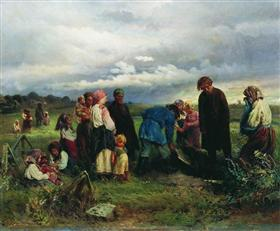
В. Е. Маковский. «Похороны ребёнка в деревне» (1872). Севастопольский художественный музей
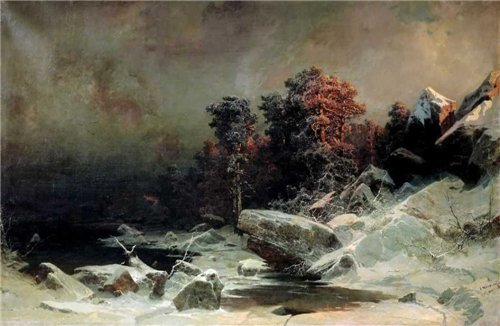
А. И. Мещерский. «Зимний вечер в Финляндии» (1866). Ставропольский краевой музей изобразительных искусств
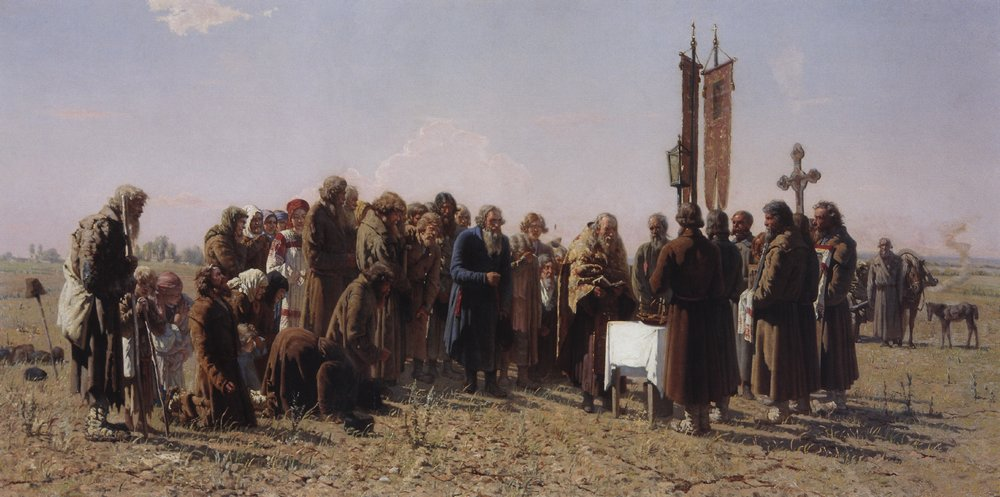
Г. Г. Мясоедов. «Молебен во время засухи» (1880). Омский областной музей изобразительных искусств
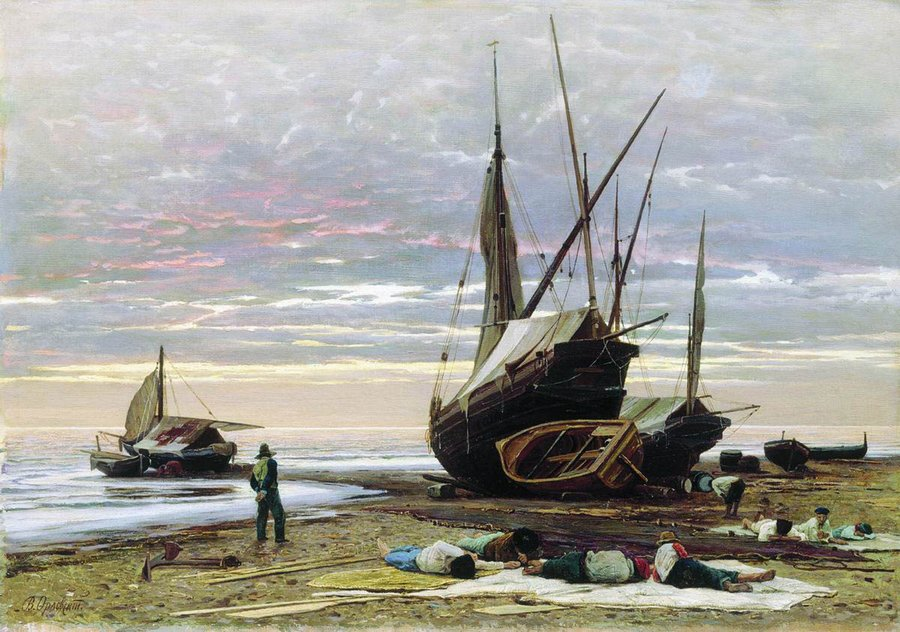
В. Д. Орловский. «Вечер. Берег моря» (1874). Севастопольский художественный музей имени М. П. Крошицкого
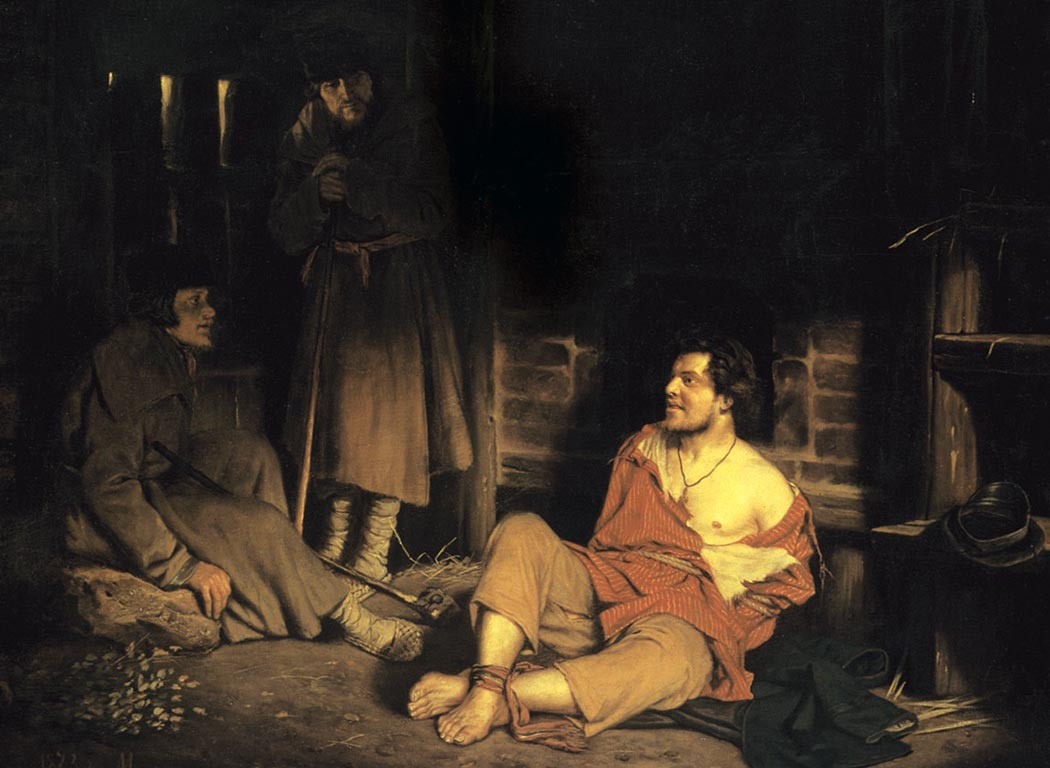
В. Г. Перов. «Отпетый» (1873). Государственный исторический музей
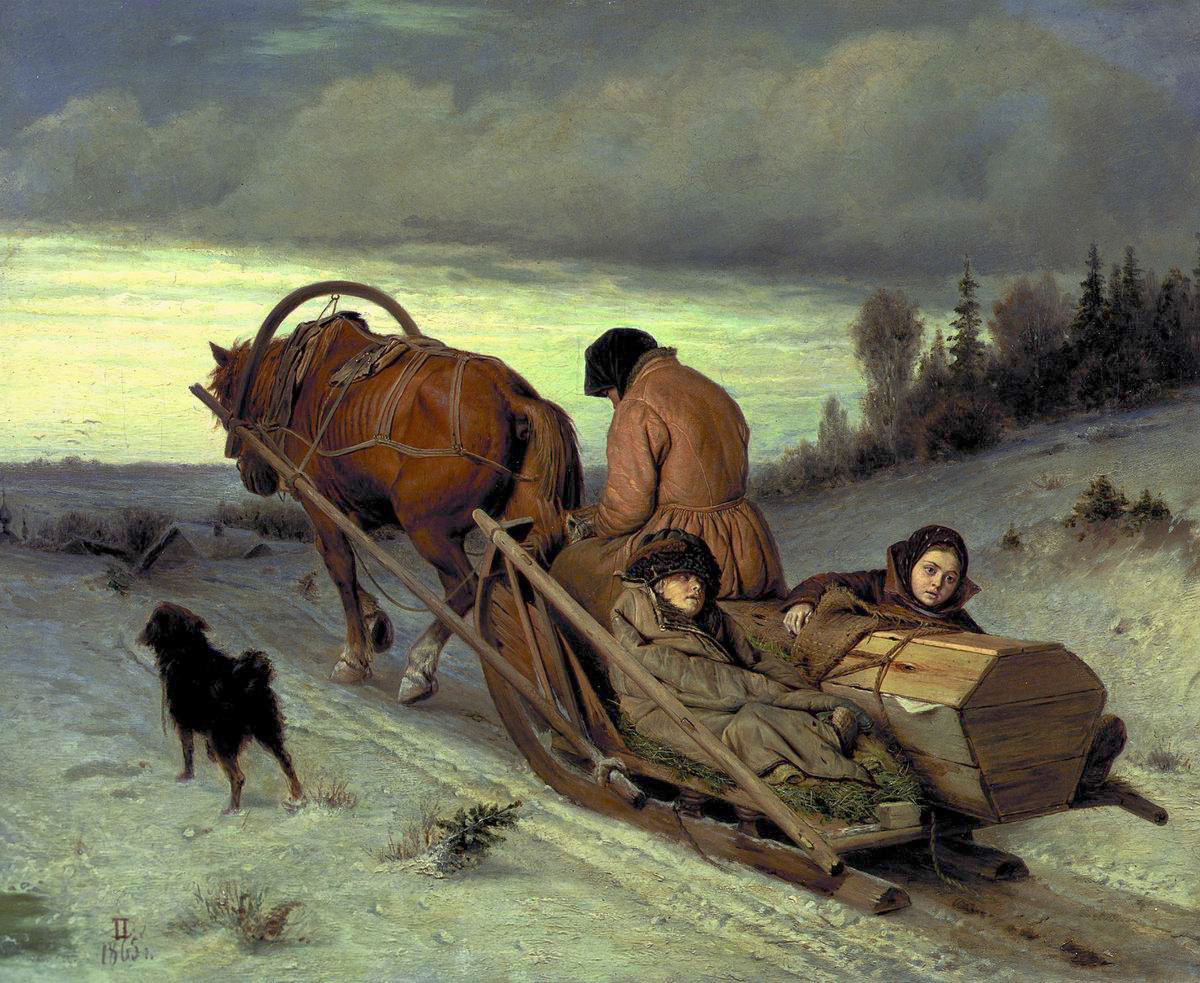
В. Г. Перов. «Проводы покойника» (1865) Государственная Третьяковская галерея
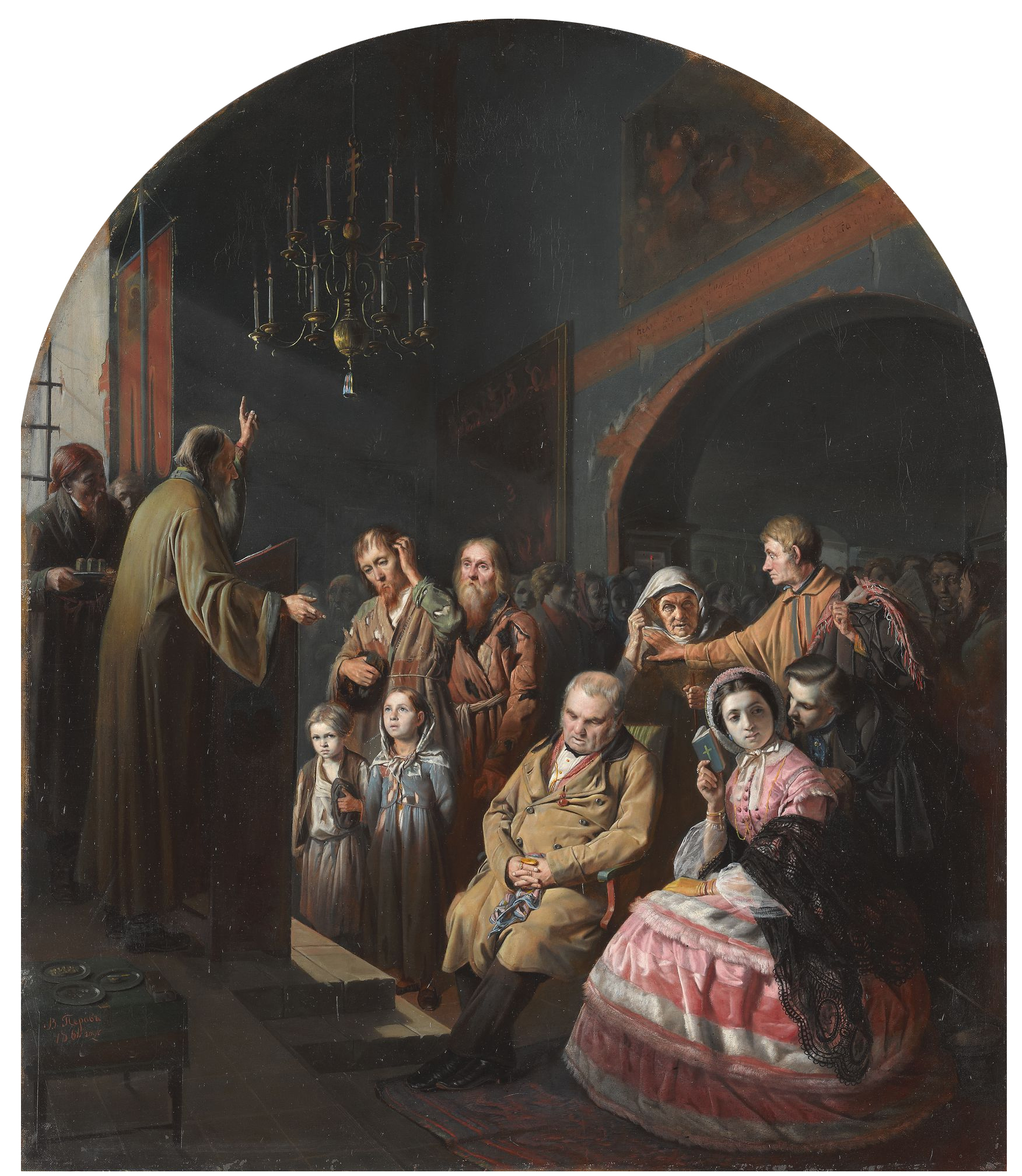
В. Г. Перов. «Проповедь в сельской церкви во времена крепостного права» (1861) Государственная Третьяковская галерея
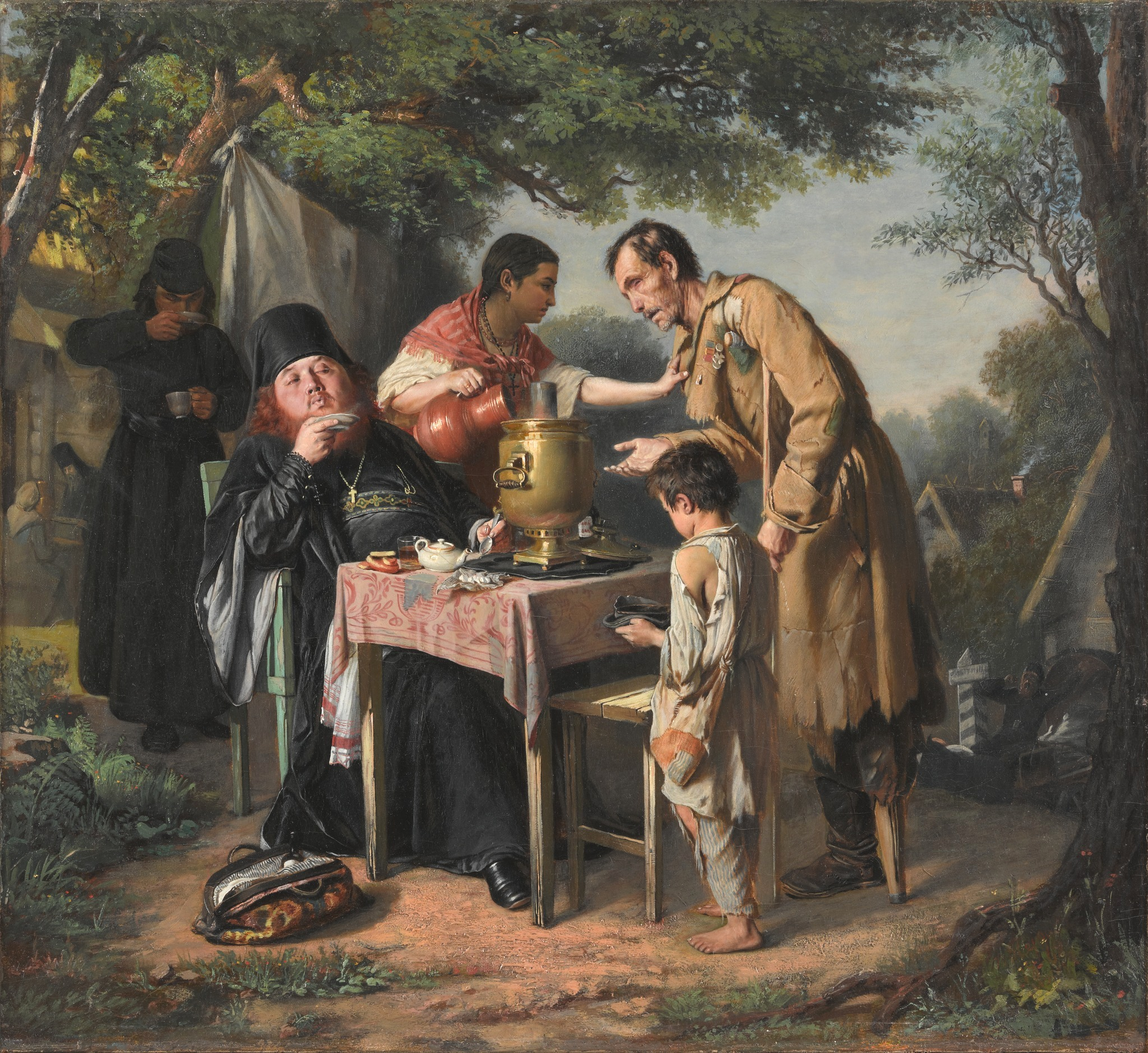
В. Г. Перов. «Чаепитие в Мытищах, близ Москвы» (1862) Государственная Третьяковская галерея
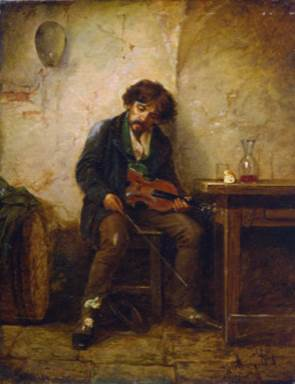
Н. П. Петров. «Музыкант» (1876). Курская картинная галерея
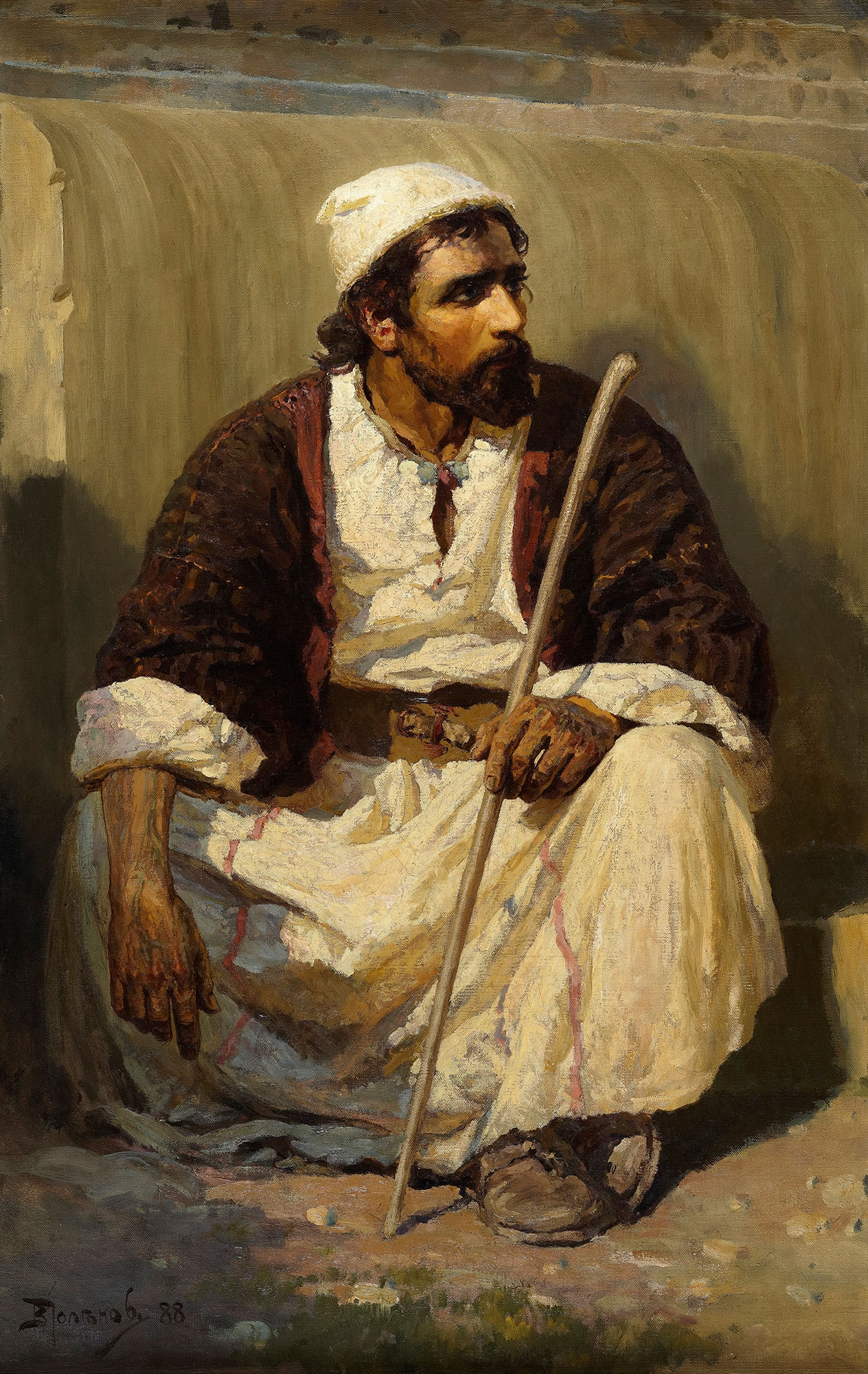
В. Д. Поленов. Этюд к картине «Христос и грешница» (1888). Екатеринбургский музей изобразительных искусств
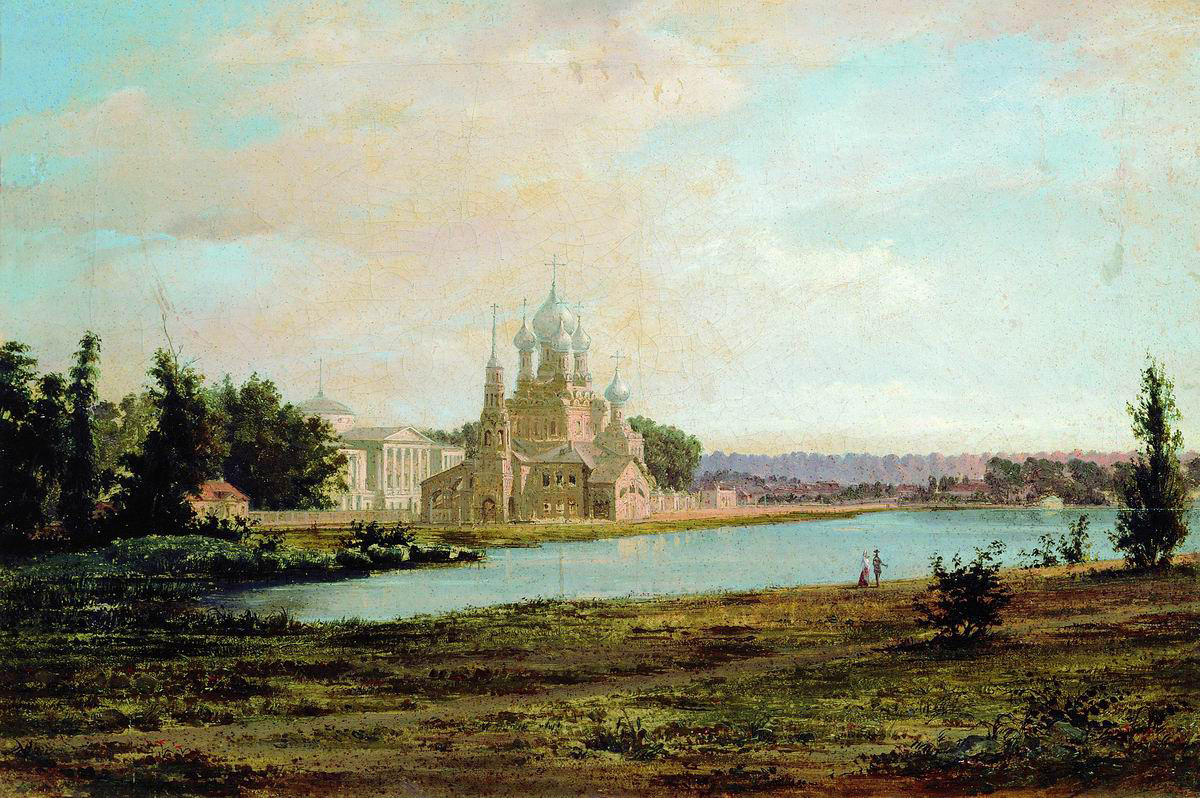
В. Е. Раев. «Вид пруда, церкви и дворца Шереметьевых…» (ок. 1858). Музей В. А. Тропинина
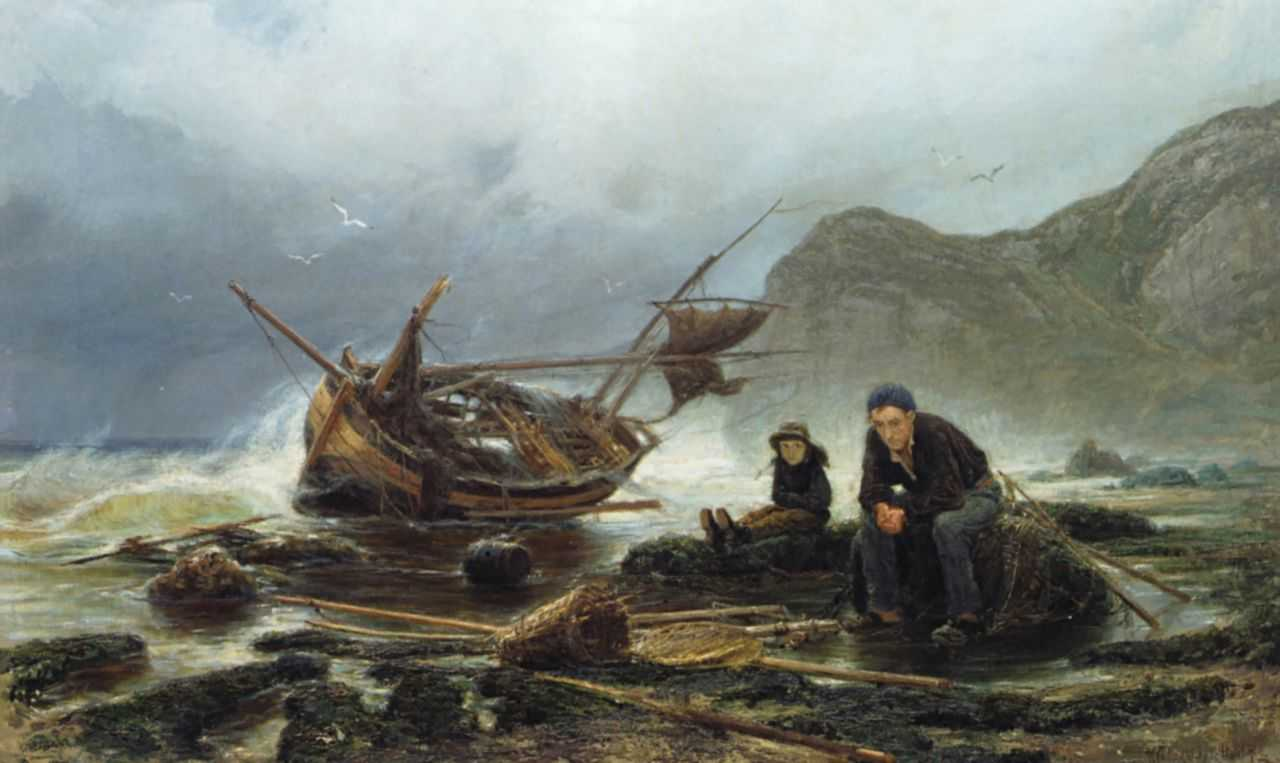
К. А. Савицкий. «Море в Нормандии (Рыбак в беде)» (1875). Государственный музей изобразительных искусств Республики Татарстан
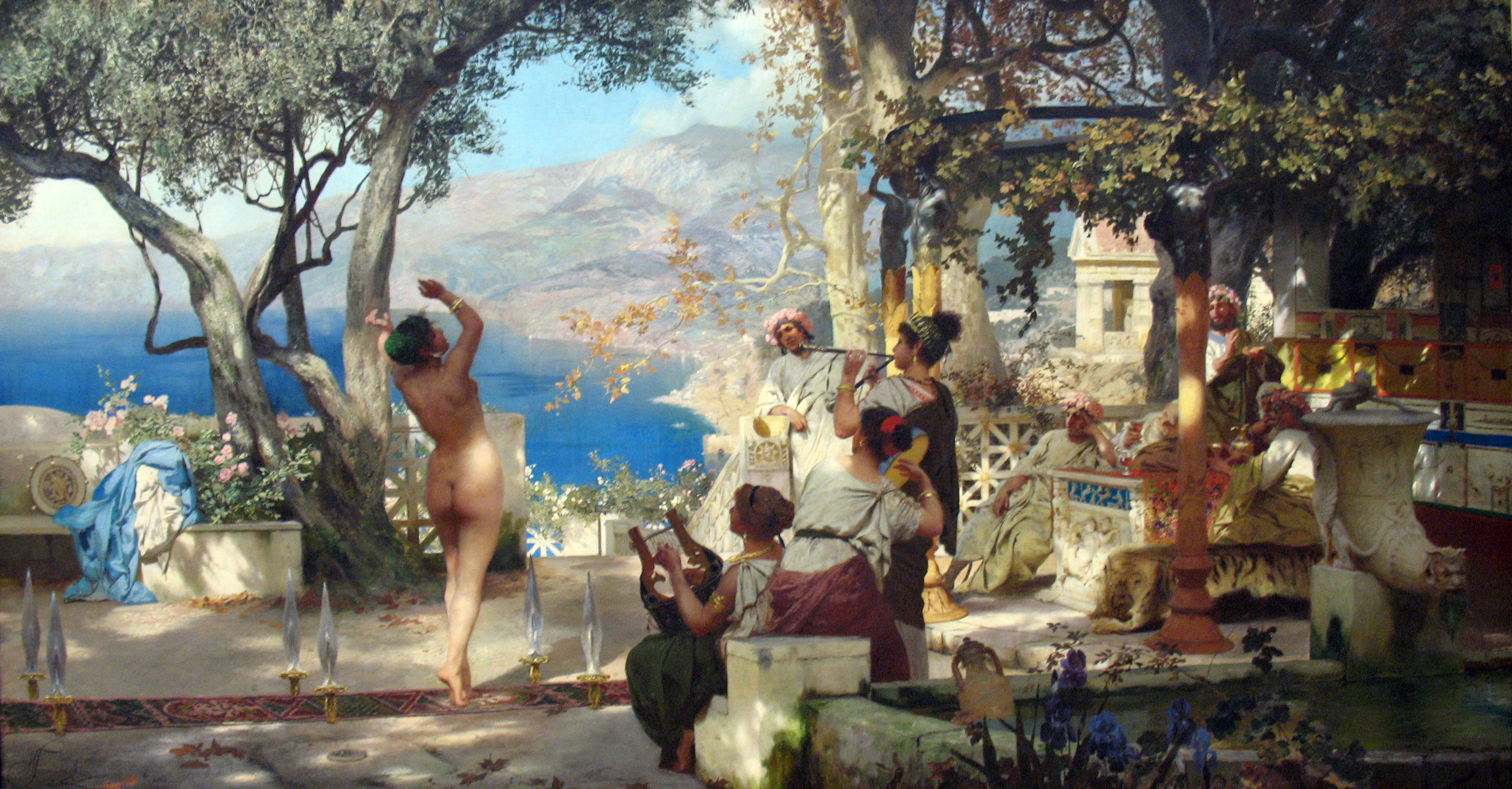
Г. И. Семирадский. «Танец среди мечей» (1881) Государственная Третьяковская галерея
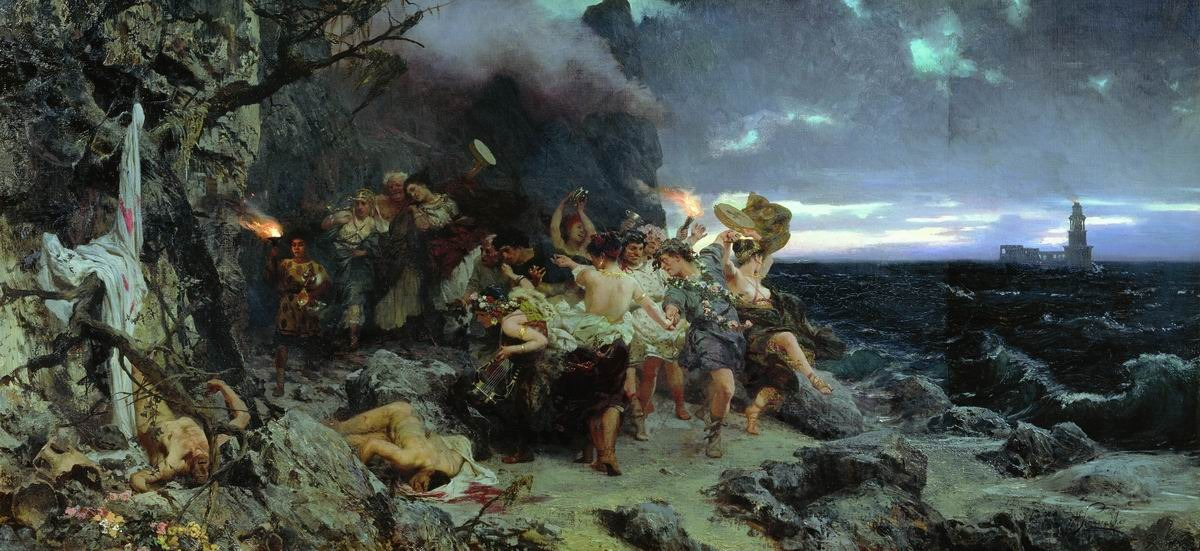
Г. И. Семирадский. «Оргия времён Тиберия на острове Капри» (1881) Государственная Третьяковская галерея
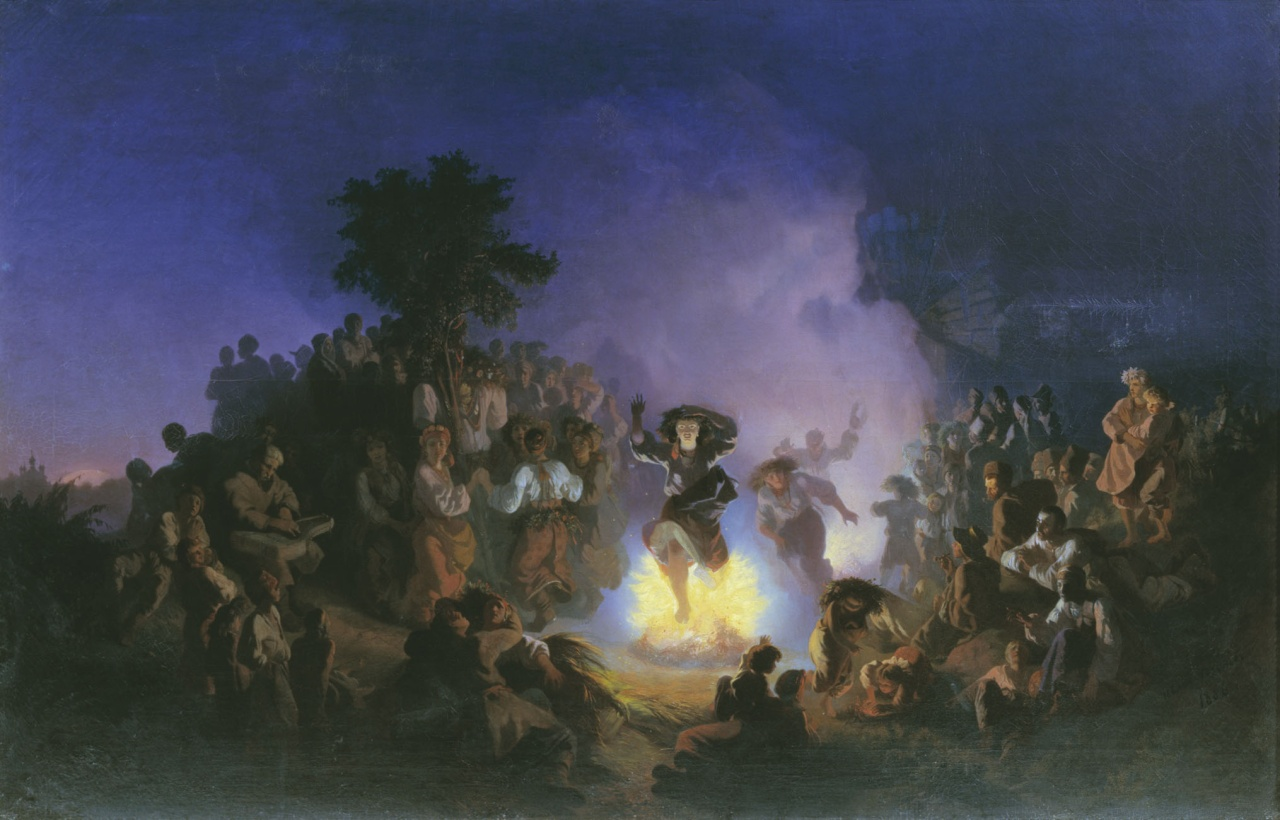
И. И. Соколов. «Ночь на Ивана Купалу» (1856)
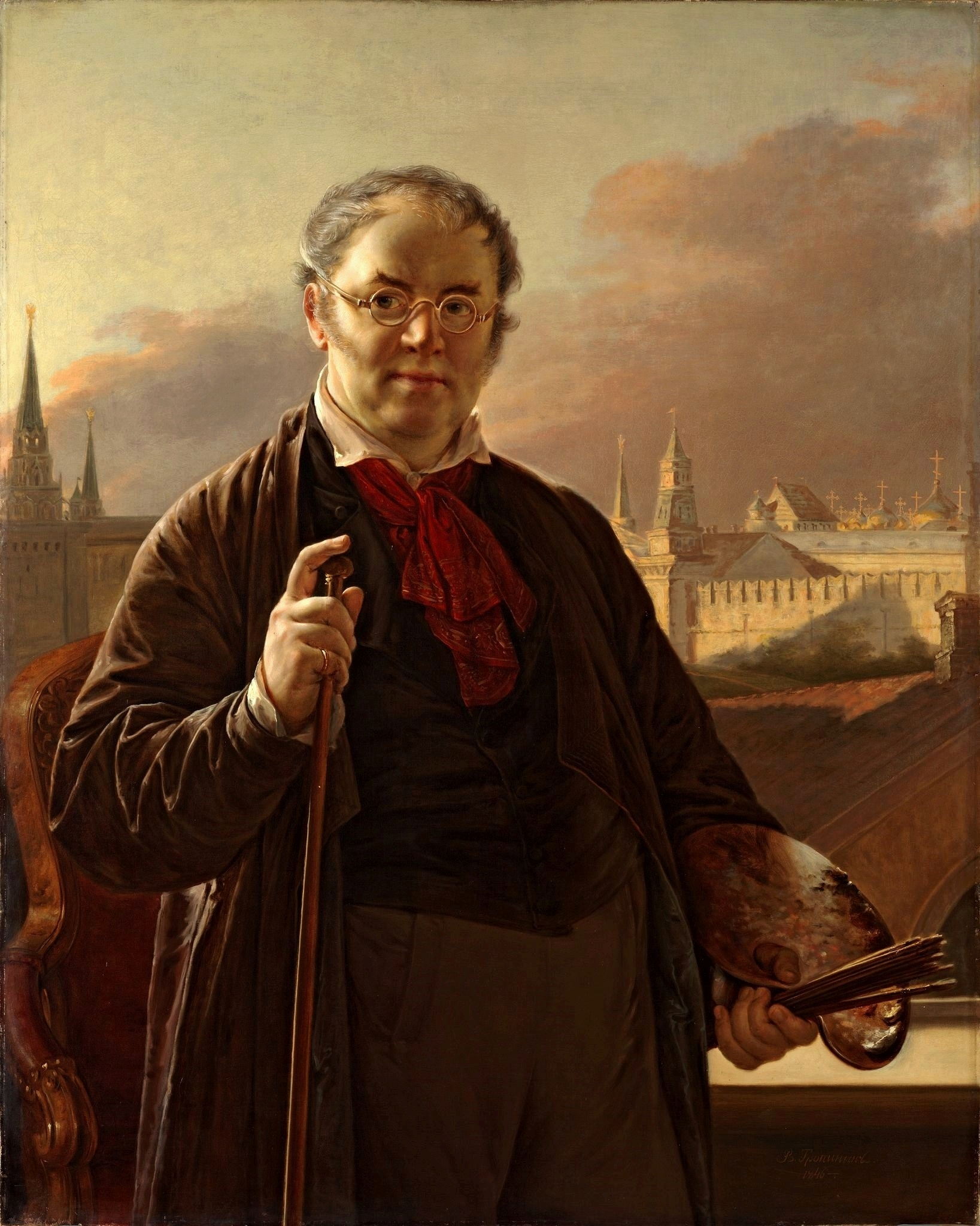
В. А. Тропинин. «Автопортрет на фоне окна с видом на Кремль» (1846)
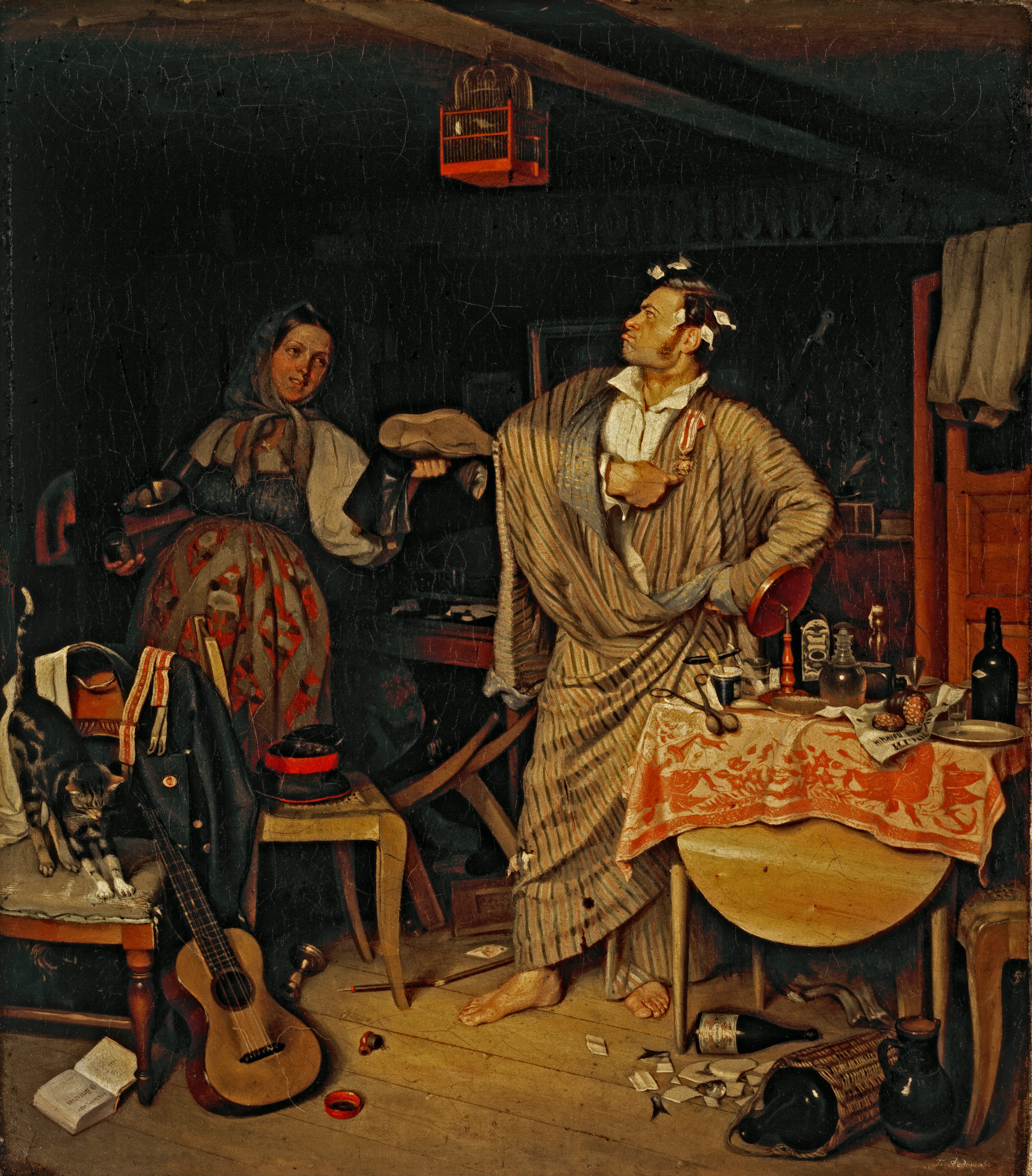
П. А. Федотов. «Завтрак аристократа» (1846)
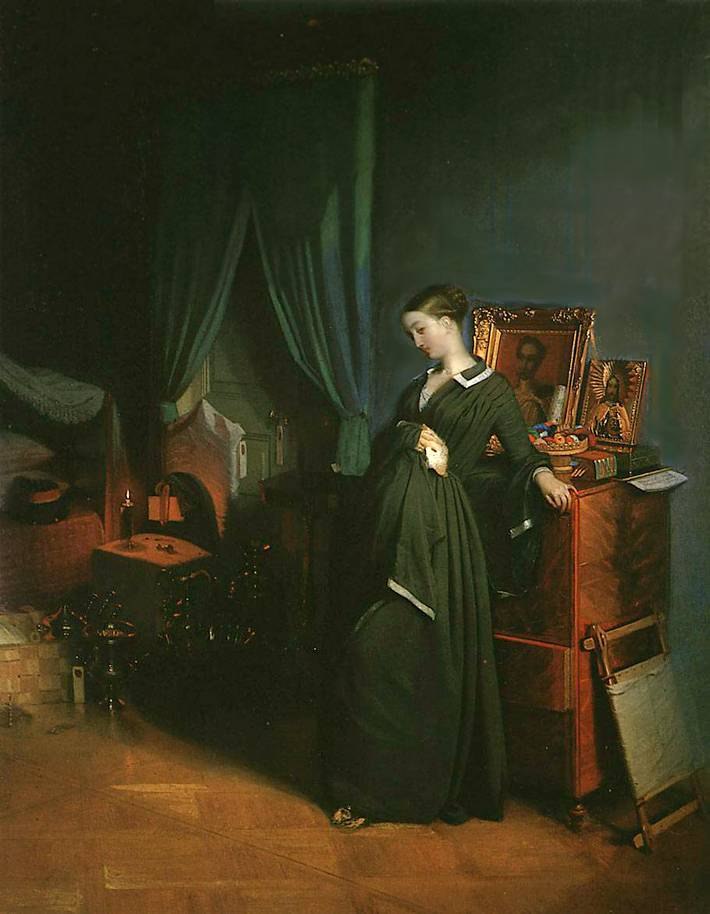
П. А. Федотов. «Вдовушка» (1851)
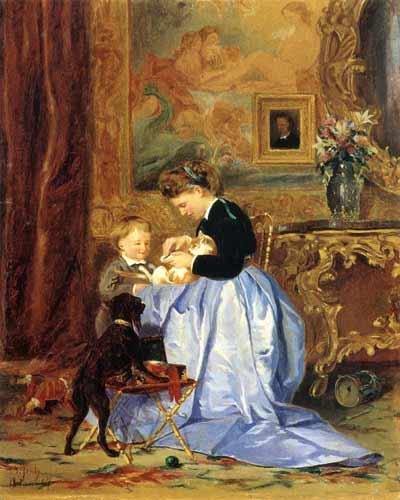
В. И. Якоби. «Семья художника» (1867). Дальневосточный художественный музей
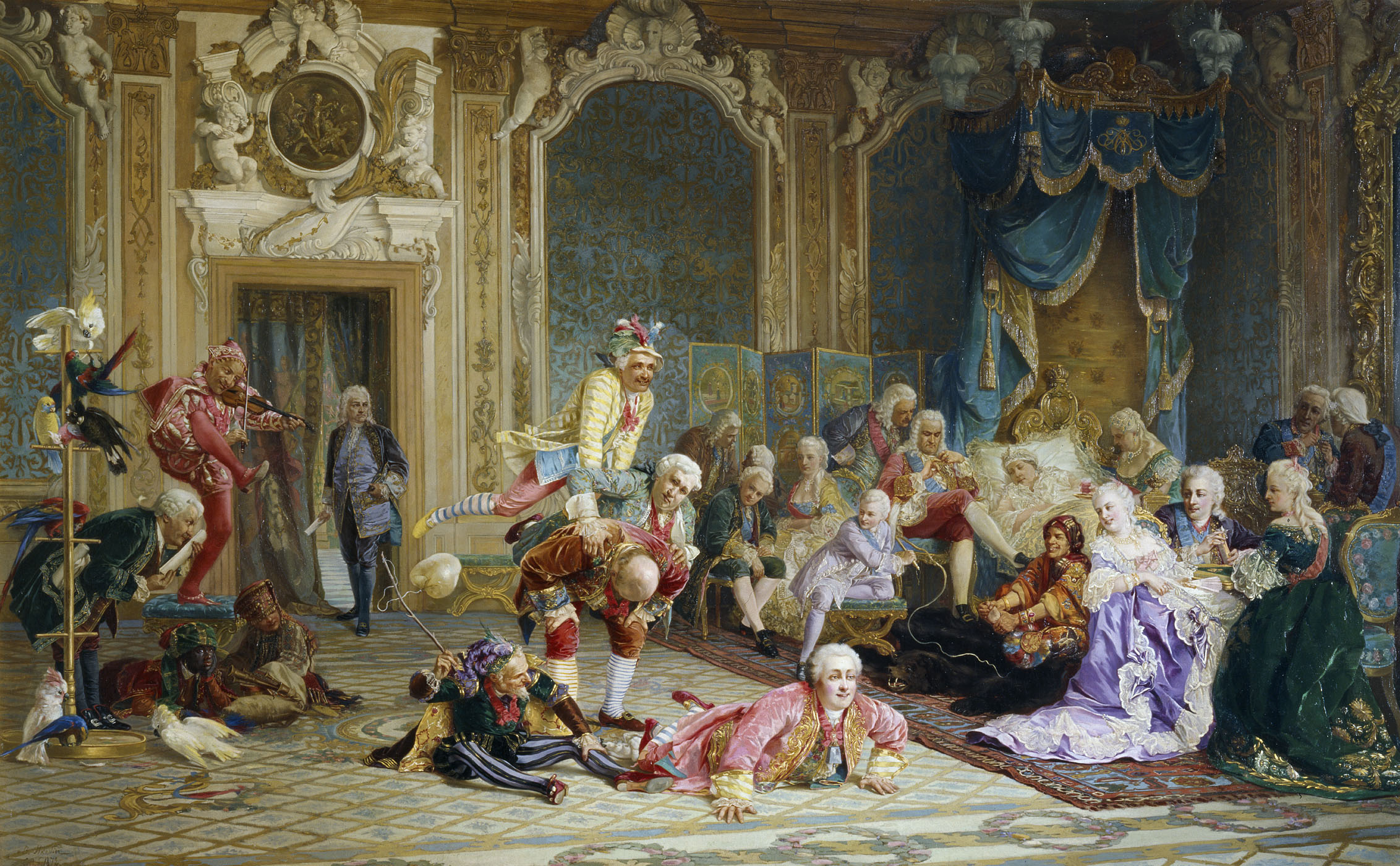
В. И. Якоби. «Шуты при дворе императрицы Анны Иоанновны» (1872) Государственная Третьяковская галерея)
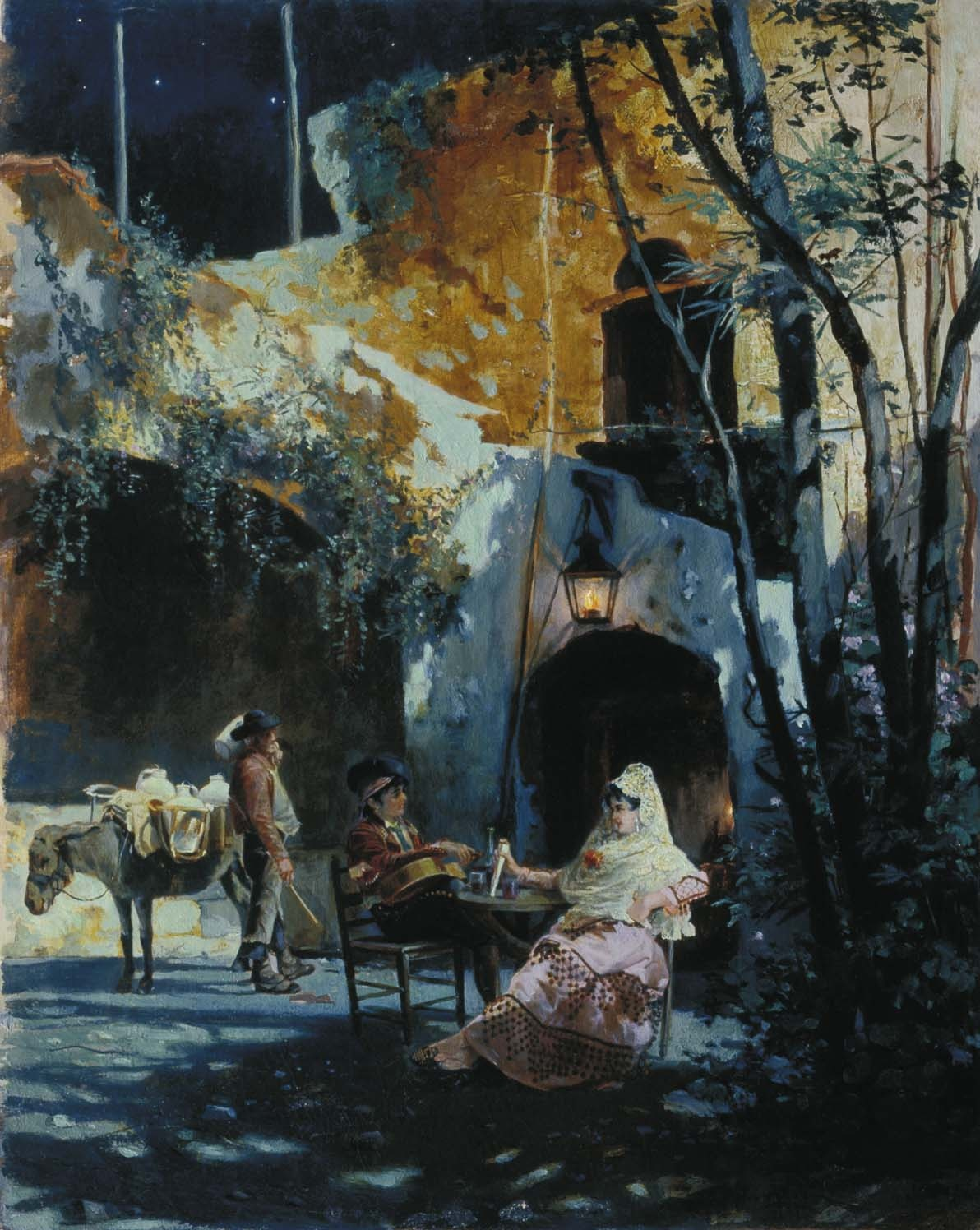
В. И. Якоби. «Дворик в Севилье» (1891). Омский областной музей изобразительных искусств